# Метт Тау
Меттью Тау (англ. Matthew Towe; народився 7 січня 1988, Шеффілд, Англія) — британський хокеїст, нападник. Виступає за «Гілфорд Флеймс» у Англійській хокейній прем'єр лізі.
Виступав за «Телфорд Вайлдфоксес», «Пітерборо Фантомс», «Шеффілд Сімітарс», «Шеффілд Стілерс», «Кардіфф Девілс».
У складі національної збірної Великої Британії учасник чемпіонатів світу 2008 (дивізіон I) і 2010 (дивізіон I). У складі молодіжної збірної Великої Британії учасник чемпіонатів світу 2006 (дивізіон II), 2007 (дивізіон I) і 2008 (дивізіон I). У складі юніорської збірної Великої Британії учасник чемпіонатів світу 2004 (дивізіон II), 2005 (дивізіон I) і 2006 (дивізіон II). 